# Prieuré Notre-Dame de Fontenay-le-Comte
Pour les articles homonymes, voir Prieuré Notre-Dame.
Le prieuré Notre-Dame était une maison prieurale située à Fontenay-le-Comte, en France.

## Localisation
Le prieuré est située au 3 rue du Pont-aux-Chèvres, à deux pas de l'église Notre-Dame à Fontenay-le-Comte, dans le département français de la Vendée.

## Description
Le bâtiment est construit en calcaire et en pierre de taille. Le toit est couvert en tuile creuse. L'édifice se compose également d'un sous-sol, de 2 étages carrés et son élévation extérieure est une travée gothique, ornée de pinacles et d'ornements feuillagées. Une cariatide et une atlante engainés, ainsi que des pilastres doriques et ioniques furent ajoutés au XVIe siècle.

## Historique
Le Prieuré de Notre-Dame fut fondé par les Bénédictins vers le IXe siècle, sous le patronage Saint-Hilaire, patron du Poitou. Les constructions actuelles du prieuré datent de l'époque de transition, sous Louis XII, au prémices du XVIe siècle et de la Renaissance. Les constructions de ce prieuré étaient jadis considérables. En effet, elle longeaient tout le côté ouest de la rue du Pont-aux-Chèvres, depuis les murs de la ville jusqu'au marché aux Porches, et étaient pour accolées de l'église Notre-Dame, permettant le passage des moines du couvent à l'église. 
Après l'acquisition par les Gallier en 1577, une reprise du bâtiment, comme le montre un marché passé en 1581 par les frères Bienvenu avec un tailleur de pierre, pour la taille de cinq cheminées au logis en ville "du sieur de Guinefolle". De cette reprise témoignent aujourd'hui une cheminée conservée dans la partie nord et l'adjonction de figures engainées et de pilastres ioniques sur la travée gothique. Quant aux sous-sols, ils semblent dater de cette même campagne.
En 1808, les religieuses Ursulines, désignées comme les Dames de Chavagne, firent l'acquisition de l'hôtel afin d'y établir un pensionnat destiné à l'instruction des jeunes filles. En 1829, elles envisagèrent d'en céder la propriété à la Ville, qui projetait alors d'y édifier une mairie et d'agrandir le marché attenant. Cependant, cette initiative n'aboutit pas. C'est en 1843 qu'Armand Brisson, ancien maire, acquit pour son propre compte cette demeure des mains des religieuses. Il entreprit de considérables travaux, qui furent achevés en 1845 selon les matrices cadastrales. 
La section méridionale de l'édifice, correspondant à cinq travées, fut intégralement reconstruite et surélevée. En revanche, les trois travées septentrionales ne furent que modérément altérées ; leurs niveaux d'étage demeurèrent inchangés, tandis que la façade gothique d'une des travées ainsi que des ouvertures d'inspiration gothique, situées sur les façades antérieure et postérieure, furent conservées. Le sous-sol, s'étendant sous l'ensemble de la demeure, fut également préservé. C'est peut-être à cette époque que la toiture, mentionnée comme couverte d'ardoises dans un aveu de 1748, fut remplacée par des tuiles. En 1873, la Ville songea de nouveau à acquérir l'immeuble afin de l'aménager en hôtel de ville. Des plans furent alors établis par l'architecte communal Arsène Charier, mais ce projet, à l'instar du précédent, ne connut pas de réalisation.
Autrefois, l'hôtel s'agrémentait de bâtiments annexes, disposés autour de la cour postérieure. Parmi ceux-ci, le seul édifice subsistant à ce jour remonte à la campagne de travaux de 1845. Durant le même siècle, l'aile occidentale des communs fut détruite pour permettre l'ouverture du passage Brisson, tandis que l'aile méridionale fut remplacée par des habitations. L'édifice est inscrit en 1927, puis classé en 1947, au titre des monuments historiques.